# Luna Wedler

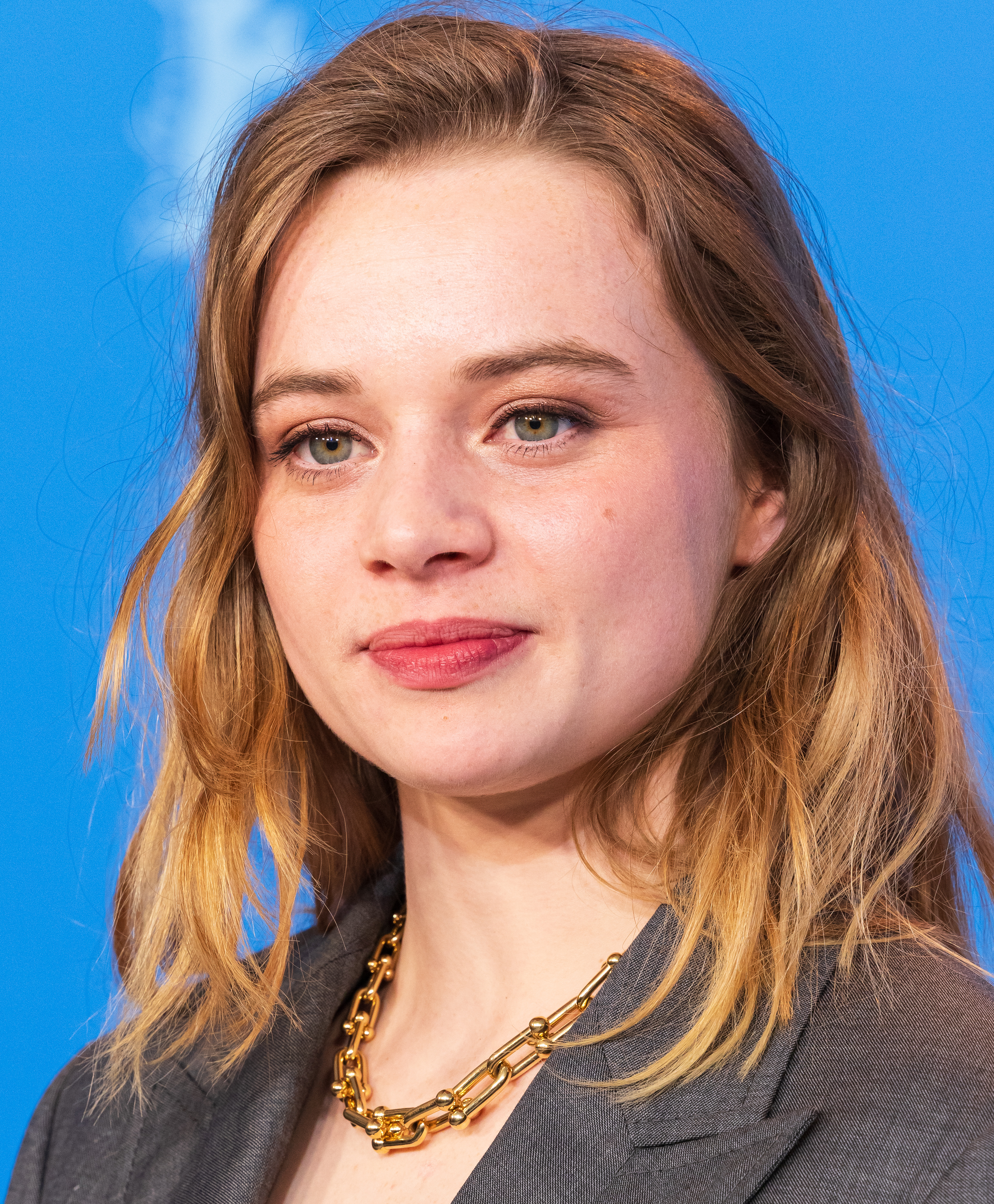
Luna Wedler auf der Berlinale 2023

Luna Sofia Wedler (* 26. Oktober 1999 in Zürich) ist eine Schweizer Schauspielerin.

## Karriere
Wedler debütierte 2015 in Niklaus Hilbers Film Amateur Teens. Nach eigenen Angaben bewarb sie sich im Alter von 14 Jahren „einfach mal so“ für die Rolle, und entdeckte so ihre Leidenschaft fürs Schauspiel. Sie besuchte von 2016 bis 2018 die European Film Actor School in Zürich. Ihre erste Hauptrolle spielte sie im Film Blue My Mind (2017) von Lisa Brühlmann, weitere waren 2018 in Das schönste Mädchen der Welt sowie 2019 in Dem Horizont so nah und Auerhaus. Seit August 2020 war Wedler in der Netflix-Serie Biohackers zu sehen.
2021 erhielt Luna Wedler für die weibliche Hauptrolle im Spielfilm Je suis Karl eine Nominierung für den Deutschen Filmpreis.
Von Mai 2021 bis Februar 2022 verkörperte sie Sophie Scholl in einem Instagram-Projekt des BR und SWR, das zu Ehren des 100. Geburtstages der Widerstandskämpferin ihre letzten Monate in Echtzeit abbildete. 2023 war sie als Marianne Oellers besetzt in Ingeborg Bachmann – Reise in die Wüste unter der Regie von Margarethe von Trotta. 2024 war Wedler in der Verfilmung des Romans Jakobs Ross von Silvia Tschui in der Rolle der Magd Elsie zu sehen. Der Film spielt in der ländlichen Schweiz des 19. Jahrhunderts. Zur Vorbereitung arbeitete sie mit Regisseurin Katalin Gödrös und Filmpartner Valentin Postlmayr einige Tage auf einem Bauernhof im Toggenburg; sie hätten geheut und seien um vier Uhr morgens aufgestanden, um die Kühe zu melken.
Wedler lebt in Zürich.

## Filmografie
- 2015: Amateur Teens
- 2016: Der Bestatter (Fernsehserie, eine Episode)
- 2016: Lina (Fernsehfilm)
- 2017: Blue My Mind
- 2017: Flitzer
- 2017: Zwiespalt (Fernsehfilm)
- 2018: Das schönste Mädchen der Welt
- 2018: Der Läufer
- 2018: The Team II (Fernsehserie, 8 Episoden)
- 2019: Dem Horizont so nah
- 2019: Auerhaus
- 2020–2021: Biohackers (Fernsehserie, 12 Episoden)
- 2021–2022: Ich bin Sophie Scholl (Instagramserie)
- 2021: Je suis Karl
- 2021: Die Geschichte meiner Frau (The Story of My Wife)
- 2021: Soul of a Beast
- 2022: Der Passfälscher
- 2022: Der Räuber Hotzenplotz
- 2022: Was man von hier aus sehen kann
- 2023: Ingeborg Bachmann – Reise in die Wüste
- 2023: Alles Licht, das wir nicht sehen (All the Light We Cannot See, Miniserie, 2 Episoden)
- 2024: Jakobs Ross
- 2024: Zeit Verbrechen (Miniserie, Folge Deine Brüder)
- 2024: Landesverräter
- 2024: Marianengraben
- 2025: Sie glauben an Engel, Herr Drowak?

## Auszeichnungen
- 2018: Shooting Star der European Film Promotion (Berlinale 2018)[10]
- 2018: Schweizer Filmpreis als Beste Darstellerin im Film Blue My Mind
- 2018: Günter-Rohrbach-Filmpreis – Preis des Saarländischen Rundfunks für Das schönste Mädchen der Welt gemeinsam mit Aaron Hilmer[11]
- 2019: New Faces Award – Beste Nachwuchsschauspielerin in Das schönste Mädchen der Welt
- 2020: Bayerischer Filmpreis – Beste Nachwuchsdarstellerin
- 2021: Filmkunstfest Mecklenburg-Vorpommern – Nachwuchsdarstellerpreis für Je suis Karl
- 2022: Jupiter-Award – Beste Darstellerin Kino National in Je suis Karl[12]
- 2022: Blauer Panther – Ich bin Sophie Scholl